# Pomarea mira
El monarca de Ua Pou (Pomarea mira) es una especie de ave paseriforme de la familia Monarchidae endémica de Ua Pou, en las islas Marquesas, en la Polinesia francesa. Sus hábitats naturales son los bosques húmedos tropicales. Se encuentra amenazada de extinción por la pérdida de su hábitat natural.
Se consideró extinto, pero en 2010, hubo un avistamiento no confirmado pero sí creíble de un macho en Ua Pou por lo que su estado se cambió a en estado crítico de extinción y posiblemente extinto.